# Otto Kropf
Otto Kropf (1901-1970) est un photographe de guerre allemand.

## Biographie
En 1939, il est mobilisé et rapidement affecté à la Propagandakompanie à Bruxelles, et réalise des milliers de photographies en noir et blanc. Il réalise également des diapositives en couleurs pendant ses loisirs : en tant que correspondant de guerre en Belgique pour le compte de la Propaganda Staffel, il fait partie du petit groupe de photographes qui ont accès à la couleur.
Il séjourne en Belgique de 1940 à 1943 et réalise des reportages sur le quotidien de la population ou le tourisme de guerre. En juin 1941, il réalise un reportage photographique sur le camp de concentration de Breendonk. Il voyage également dans les pays environnants. Il suit les troupes aux Pays-Bas, il photographie la parade de la victoire allemande à Paris et la capitulation de l’armée française à Versailles. Il se rend aussi en Norvège et en Italie. Ses thèmes de prédilection sont l’architecture civile et militaire et les marchés. On conserve par exemple des photographies uniques du vieux marché de Bruxelles et de ce qu’on peut y trouver pendant la guerre.

## Archives
On conserve de lui de nombreuses photographies, ainsi que des diapositives en couleur. Parmi ces diapositives, 300 concernent la Belgique. Rien que pour la ville de Bruxelles, il existe 1 400 clichés en noir et blanc.
Cette collection de photographies appartient au collectionneur Otto Spronk depuis 1986 et est hébergée au CegeSoma à Bruxelles. 